# Pasar Batu Gerigis
Pasar Batu Gerigis is een bestuurslaag in het regentschap Tapanuli Tengah van de provincie Noord-Sumatra, Indonesië. Pasar Batu Gerigis telt 1428 inwoners (volkstelling 2010).